# Mikael Håfström
Jan Mikael Håfström, född 1 juli 1960 i Lund, är en svensk regissör och manusförfattare.
Håfström har bedrivit filmstudier i Stockholm och New York. Efter studierna arbetade han som regiassistent på SVT-Kanal 1 Drama och som manusförfattare. Han tilldelades en Guldbagge 2002 för filmmanuset Leva livet. Han fick ett internationellt genombrott med Ondskan (2003) som var Oscarsnominerad som bästa utländska film. 
Han är son till konstnären Jan Håfström och översättaren Maria Ortman samt äldre halvbror till journalisten Dan Håfström. Han är vidare sonson till konstnären Erik Håfström och syssling till Jörgen Düberg.
Mikael Håfström har varit gift tre gånger och har tre barn, födda 1996, 2009 och 2010.

## Filmografi
- 1989 – Hassel – Terrorns finger (TV) (regi)
- 1992 – Hassel – De giriga (TV) (manus & regi)
- 1992 – Hassel – Botgörarna (TV) (manus & regi)
- 1995 – Vendetta (TV) (regi)
- 1996 – Skuggornas hus (TV) (regi)
- 1997 – Chock 2 - Kött (TV) (manus)
- 1997 – Chock 1 - Dödsängeln (TV) (regi)
- 1999 – Sjätte dagen (TV) manus)
- 2001 – Leva livet (manus & regi)
- 2003 – Kopps (manus)
- 2003 – Ondskan (manus & regi)
- 2004 – Strandvaskaren (manus & regi)
- 2005 – Derailed
- 2007 – 1408
- 2009 – Shanghai
- 2011 – Ritualen
- 2013 – Escape Plan
- 2019 – Quick
- 2019 – Dirigenten (regi)
- 2021 – Outside the wire
- 2024 – Stockholm Bloodbath (regi)
- 2024 – Slingshot (regi)